# Aurelia solida
Aurelia solida is een schijfkwal uit de familie Ulmaridae. De kwal komt uit het geslacht Aurelia. Aurelia solida werd in 1905 voor het eerst wetenschappelijk beschreven door Browne. 